# بنکرفت (دهانه)
بنکرفت یک دهانه برخوردی در ماه است.